# 5659 Vergara
5659 Vergara este o planetă minoră (asteroid) din centura de asteroizi. A fost descoperită pe 18 iulie 1968 la Estación Astronómica de Cerro El Roble⁠(d) de Carlos Torres⁠(d) și a fost numită după Gladys Vergara⁠(d). 
Obiectul prezintă o orbită caracterizată de o semiaxă mare de 2,3304056 UAi, o excentricitate de 0,12, o înclinație de 6,41074 ° în raport cu ecliptica.